# Zip drive

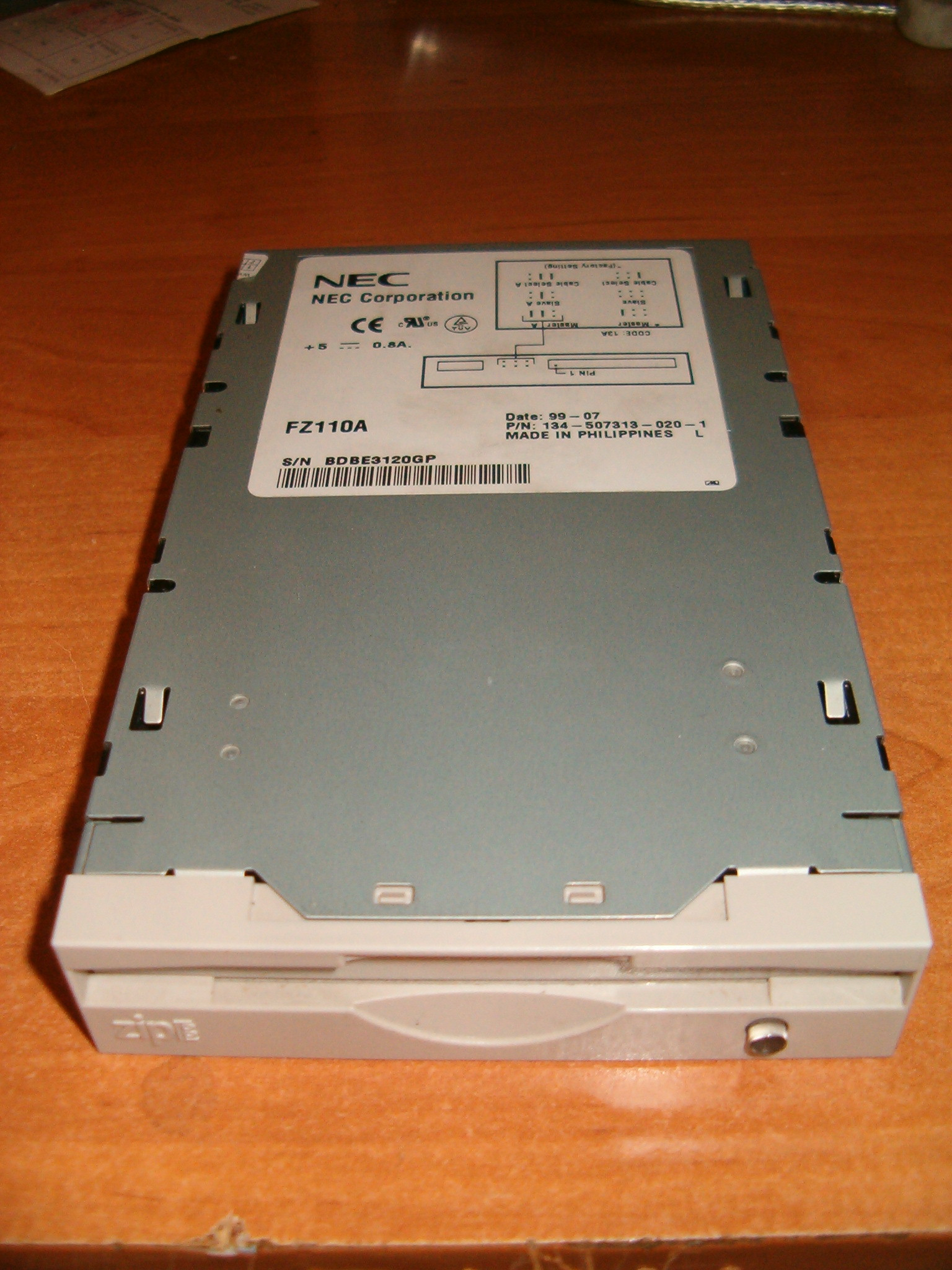
Uno Zip drive interno

Lo Iomega Zip (detto anche Zip drive o unità Zip, o talvolta disco Zip o semplicemente Zip) è un supporto removibile prodotto da Iomega, con una capacità di 100 Megabyte nella versione iniziale, e di 250 Megabyte e 750 Megabyte nelle versioni più recenti. Il dispositivo ha fatto la sua prima comparsa sul mercato nel 1994.

## Caratteristiche

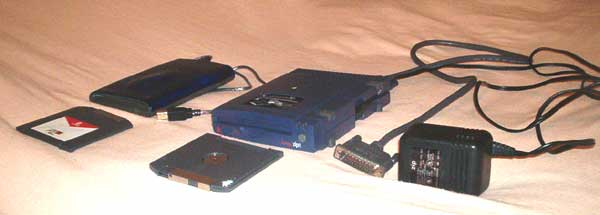
Zip drive USB (a sinistra) e un precedente modello parallelo (a destra), con alimentatore a parte

I supporti sono simili ai floppy da 3,5", ma di dimensioni maggiori. All'interno contengono un disco di materiale magnetico, diverso dai CD-ROM (i quali sono unità ottiche). Lo IomegaZip è stato disponibile in due versioni: interna ed esterna. La versione esterna, in un primo momento, era disponibile con interfaccia parallela o SCSI; tale versione è stata poi affiancata da una versione USB sia versione 1.1 che 2.0. I modelli con interfaccia parallela erano di fatto modelli SCSI che contenevano al loro interno un convertitore IEEE1284-SCSI. La versione interna aveva interfaccia ATAPI o SCSI.
I modelli con interfaccia parallela sono stati i primi ad uscire di produzione, affiancati e poi sostituiti da dispositivi con interfaccia USB e Firewire.

## Storia
Lo Zip divenne il più noto tra i supporti removibili riscrivibili ad alta capacità che ebbero una certa diffusione nella seconda metà degli anni '90, e veniva usato come termine di paragone per dispositivi simili.
Per alcuni anni diretto concorrente dello IomegaZip è stato il SuperDisk o LS-120, introdotto sul mercato nel 1997, il quale impiegava supporti più capienti, da 120 MiB (e poi da 240 MiB nel modello LS-240), ma i cui dispositivi erano in grado di leggere e scrivere anche i normali floppy da 3,5".
L'uso delle unità Iomega Zip si è ridotto con la diffusione dei masterizzatori e la rapida diminuzione del costo dei supporti CD e DVD riscrivibili e, successivamente, è praticamente scomparso con l'entrata nell'uso comune delle chiavi USB, che sfruttano la tecnologia delle memorie flash.
Le unità Zip nei primi decenni del XXI secolo continuano tuttavia ad avere una certa diffusione in ambiti di nicchia, come quelli legati al retrocomputing o nell'avionica (supporti per la distribuzione degli aggiornamenti software di dispositivi prodotti quando erano più diffusi).

## Affidabilità

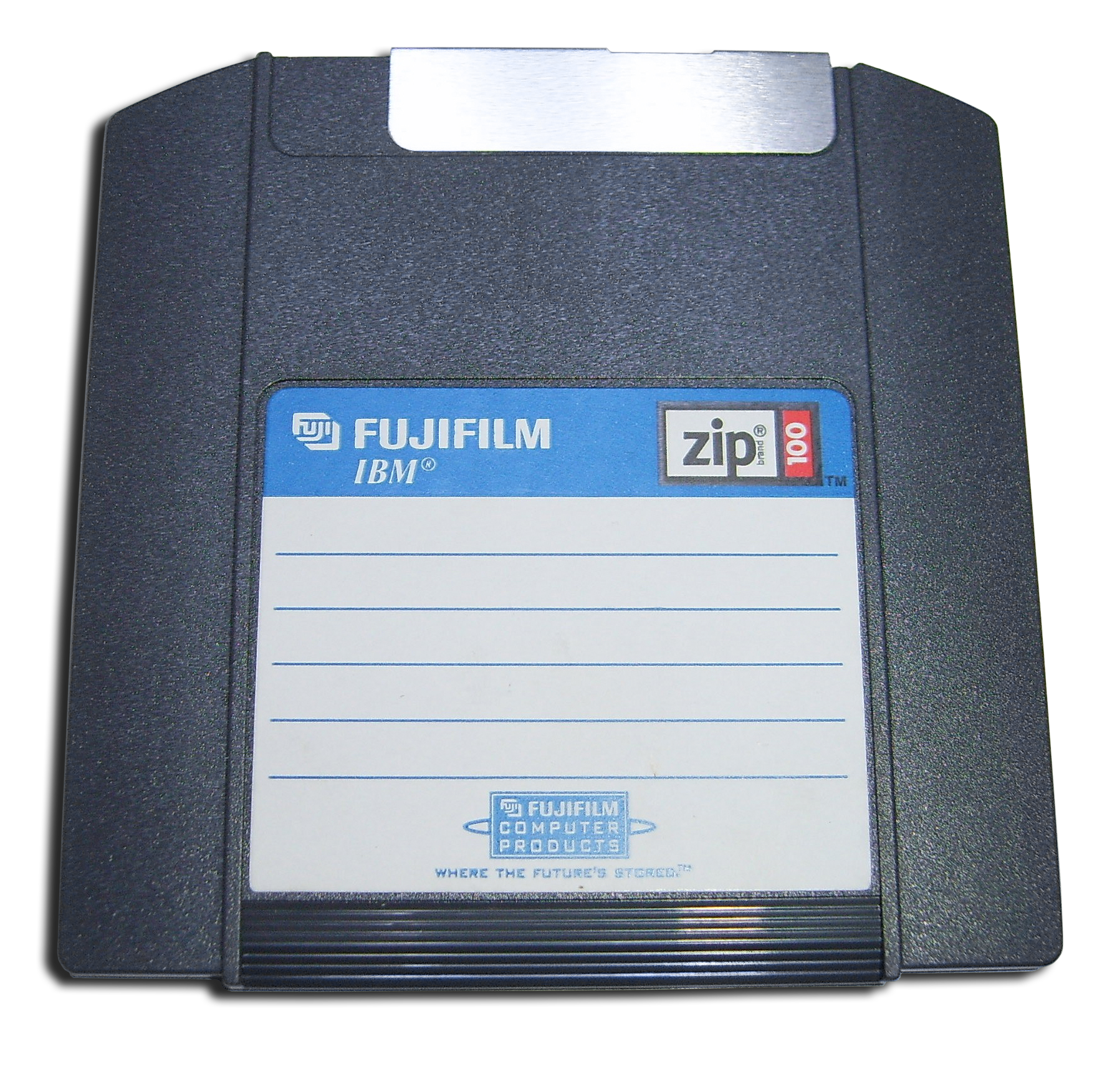
Uno dei dischi utilizzati dalle unità Zip

Circa l'1% delle unità Zip vendute erano afflitte da un problema che comportava la perdita dell'allineamento delle testine magnetiche. Una volta che l'allineamento era perso, se l'utente inseriva in un'unità difettosa un disco questo veniva irrimediabilmente danneggiato sulla sua superficie con la conseguente perdita di tutti i dati memorizzati. Il problema divenne noto fra gli utenti come il "Click of Death", il "Click della Morte" perché quando un'unità si guastava essa emetteva una serie di click mentre cercava di accedere al disco inserito. Il problema causò un'azione collettiva contro la società da parte di un certo numero di utenti.
A causa di questi problemi nel 2006 gli Zip Drive sono stati collocati al 15º posto nella classifica dei 25 peggiori prodotti tecnologici di sempre, pubblicata da PC World.com.